# Peter Fowler (fizik)
Peter Fowler, britanski fizik, * 27. februar 1923, † 8. november 1996.

## Nagrade
- Hughesova medalja (1974)